# Rezerwat przyrody Cisy w Łebkach
Rezerwat przyrody Cisy w Łebkach – leśny rezerwat przyrody położony w województwie śląskim, powiat lubliniecki, gmina Herby. Znajduje się w pobliżu wsi Łebki.
Został utworzony zarządzeniem Ministra Leśnictwa i Przemysłu Drzewnego z dnia 17 maja 1957 roku na powierzchni 22,36 ha. W 2016 roku powiększono go do 55,45 ha. Obszar rezerwatu podlega ochronie czynnej.

## Flora
Rezerwat znajduje się na obszarze Parku Krajobrazowego Lasy nad Górną Liswartą. Ochronie podlega naturalne siedlisko cisa na terenie doskonale zachowanego przystrumykowego łęgu olszowego (Fraxino-Alnetum) z dominującą olszą czarną. Oprócz niej rosną tu też: jesion wyniosły, klon pospolity, brzoza omszona, sosna zwyczajna, świerk pospolity, jodła i wiąz. W 1996 naliczono w obrębie rezerwatu osiem egzemplarzy cisa o wysokości 6-8 metrów, na ogół osobników krzaczastych, wielopędowych, pojedynczo zamierających. Mimo słabego stanu dorosłych cisów, następuje tu naturalne odnawianie się gatunku. W rezerwacie rosną trzy gatunki roślin objętych całkowitą ochroną, tj. wawrzynek wilczełyko, widłak wroniec i liczydło górskie, a także objęte ochroną częściową porzeczka czarna i kruszyna pospolita. Wody płynące przez rezerwat w okresach przyborów nanoszą tu żyzny muł. 

## Owady
W 2007, w wyniku przeprowadzonych badań, stwierdzono w rezerwacie występowanie następujących gatunków owadów: Cixius nervosus, Conomelus anceps, Stiroma affinis, Struebingianella lugubrina, Javesella pellucida, Javesella dubia, Javesella forcipata, pienik olchowiec, Philaenus spumarius, Aphrodes makarovi, Forcipata forcipata, Kybos smaragdulus, Empoasca vitis, Eupteryx urticae, Eupteryx vittata, Balclutha punctata, Macrosteles viridigriseus, Lamprotettix nitidulus, Macustus grisescenes, Psammotettix confinis, Arthaldeus pascuellus.

## Podstawa prawna
- zarządzenie MLiPD (M.P. z 1957 r. nr 50, poz. 316)
- Zarządzenie Regionalnego Dyrektora Ochrony Środowiska w Katowicach z dnia 2 grudnia 2016 r. w sprawie rezerwatu przyrody „Cisy w Łebkach” (Dz. Urz. Województwa Śląskiego poz. 6449)